# Wilma Rudolph
Wilma Glodean Rudolph (Clarksville, 23 giugno 1940 – Brentwood, 12 novembre 1994) è stata una velocista statunitense, e fu la prima donna a vincere 3 medaglie d'oro in una sola olimpiade, si trattò delle olimpiadi di Roma 1960.
La sua storia commosse il mondo perché da bambina era stata colpita da poliomielite.

## Biografia
Wilma Rudolph era la ventesima di ventidue figli di una povera famiglia afroamericana del Tennessee. Il padre Ed, lavoratore nel settore ferroviario,  morì nel 1961, mentre la madre Blanche, cameriera, morì nel 1994.
Era ancora piccola quando fu colpita da poliomielite e rischiò di rimanere zoppa alla gamba sinistra. Per anni fu costretta a portare un apparecchio correttivo e ad andare due volte alla settimana all'ospedale per fare le terapie, nonostante l'ospedale riservato ai neri si trovasse ad ottanta chilometri dal paese in cui abitava.
Nella sua autobiografia, Wilma Rudolph ebbe a dire di quegli anni:
Tanta dedizione fu ripagata e a dodici anni Wilma Rudolph era di nuovo in grado di camminare normalmente. Poté finalmente dedicarsi allo sport. Iniziò a giocare a pallacanestro a scuola, ma fu notata da un allenatore di atletica, che l'avviò alla velocità. In poco tempo Wilma Rudolph divenne una velocista di livello mondiale, guadagnandosi il soprannome di gazzella nera. Ad appena sedici anni, partecipò alle Olimpiadi del 1956 come membro della staffetta statunitense della 4 × 100 m, vincendo la medaglia di bronzo.

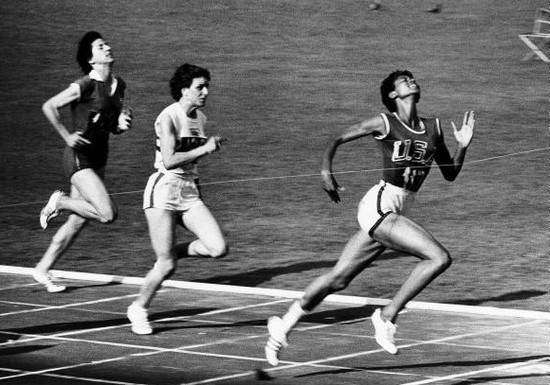
Wilma Rudolph vince l'oro dei a Roma 1960.

Quattro anni dopo, nel 1960 a Roma, Wilma Rudolph fu tra i grandi protagonisti dell'Olimpiade, vincendo tre medaglie d'oro. Nei 100 m, dopo aver eguagliato il record mondiale correndo la semifinale in 11"3, vinse nettamente la finale in 11 secondi netti, tempo non riconosciuto come nuovo record mondiale per via dell'eccessivo vento favorevole. Tre giorni dopo bissò il successo vincendo i 200 m in 24"0, dopo aver eguagliato il record olimpico correndo in 23"2 nelle batterie eliminatorie. Conquistò infine il terzo oro nella staffetta 4 × 100 m, gara conclusa col nuovo record mondiale in 44"5.
I giornali diedero grande risalto ai risultati della giovane atleta statunitense, sottolineando anche la sua vittoria contro la malattia che da bambina aveva minacciato di renderla invalida per tutta la vita. La stampa italiana ricamò anche su una sua possibile storia d'amore con il velocista italiano Livio Berruti, vincitore dei 200 m maschili nella stessa edizione dei Giochi. Associated Press la nominò Atleta donna dell'anno nel 1960 e nel 1961, anno in cui migliorò il record mondiale dei 100 m correndo in 11"2.
Wilma Rudolph abbandonò le competizioni nel 1962. In seguito lavorò come insegnante, allenatrice di atletica e commentatrice sportiva. Si sposò nel 1963 ed ebbe quattro figli. Nel 1976 fu inserita nella National Track & Field Hall of Fame, la Hall of Fame statunitense dedicata all'atletica leggera. Nel 1977 uscì la sua autobiografia Wilma Rudolph on Track, da cui venne tratto il film TV Wilma, in cui debuttò un giovane Denzel Washington.
È scomparsa nel 1994, a soli 54 anni, per un tumore al cervello. Per ricordarla, il 14 luglio 2004 gli Stati Uniti hanno emesso un francobollo commemorativo. Il ritratto è stato disegnato da un artista canadese, che ha usato come modello una foto di Wilma Rudolph scattata dopo la vittoria dei 3 ori olimpici a Roma.

## Record
Wilma Rudolph ha detenuto i seguenti record mondiali dei 100 e 200 metri:
- 100 metri piani: 11"2 ( Stoccarda, 19 luglio 1961) (record detenuto fino al 9 luglio 1965)
- 200 metri piani: 22"9 ( Corpus Christi, 9 luglio 1960) (record detenuto fino all'8 agosto 1965)

## Palmarès

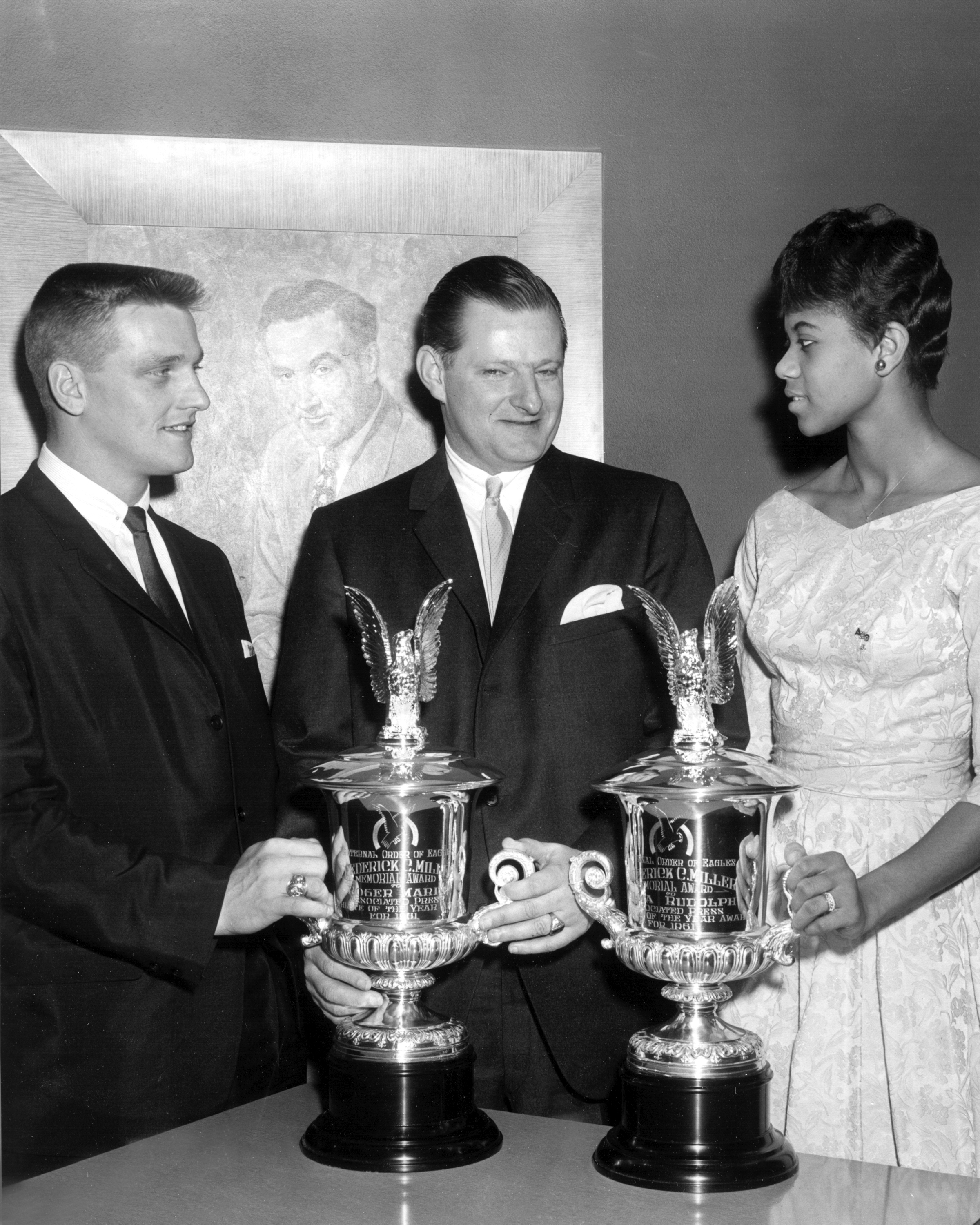
Wilma Rudolph riceve il Fraternal Order of Eagles Award nel 1961.

| Anno | Manifestazione      | Sede      | Evento      | Risultato        | Prestazione | Note |
| ---- | ------------------- | --------- | ----------- | ---------------- | ----------- | ---- |
| 1956 | Giochi olimpici     | Melbourne | 200 metri   | Quarti di finale | 24"6        |      |
| 1956 | Giochi olimpici     | Melbourne | 4×100 metri | Bronzo           | 44"9        |      |
| 1959 | Giochi panamericani | Chicago   | 100 metri   | Argento          | 12"3        |      |
| 1959 | Giochi panamericani | Chicago   | 4×100 metri | Oro              | 46"4        |      |
| 1960 | Giochi olimpici     | Roma      | 100 metri   | Oro              | 11"0 w      |      |
| 1960 | Giochi olimpici     | Roma      | 200 metri   | Oro              | 24"0        |      |
| 1960 | Giochi olimpici     | Roma      | 4×100 metri | Oro              | 44"5        |      |